# Jesus Fellowship Church

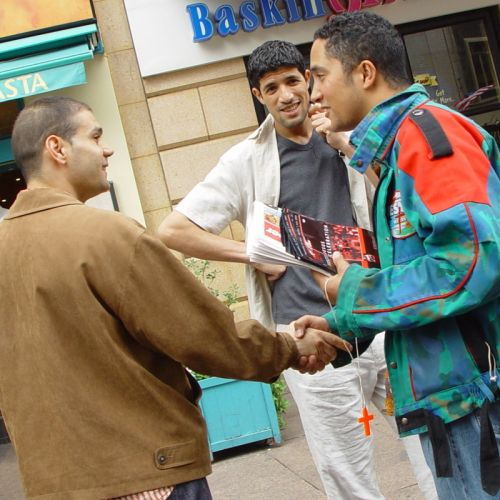
Evangelist från Jesus Fellowship Church

Jesus Fellowship Church, mer känd som Jesus Army, är en karismatisk kyrka i Storbritannien som har rötter i Jesusrörelsen. Den beräknas ha 3500 medlemmar i 24 församlingar runt om i Storbritannien. Jesus Army är beteckningen som kyrkan använder sig av i gatuevangelisation.
Det mest utmärkande med kyrkan är det stora fokuset på kommuniteter och egendomsgemenskap. Man har även mycket socialt engagemang. Dessutom är man inriktad på evangelisation och har färggranna dräkter för att få uppmärksamhet när man missionerar på gator och torg. Man predikar de karismatiska gåvorna såsom andedop, tungotal och helande.

## Historia
Kyrkan grundades 1969 när Noel Stanton (1926-2009), dåvarande baptistpastor i Bugbrooke nära Northampton, började förkunna om andedop och mirakler. Många av dem som ursprungligen tillhörde baptistförsamlingen gick med i andra kyrkor, medan hemlösa och hippies gick med i Stantons karismatiska församling. Flera av dessa började leva i storfamiljer och Stanton uppmuntrade detta och började predika om egendomsgemenskap. Ett stort hus i utkanten av Bugbrooke köptes av församlingsmedlemmarna och blev församlingens första kommunitet, "New Creation Hall".
Inspirationen för egendomsgemenskapen kom från Apostlagärningarna och dess beskrivning av hur de första kristna levde. Fler och fler kommuniteter startades upp och Jesus Fellowship Church spred sig till olika delar av Storbritannien. Med inspiration från den första kommuniteten kallas kommunitetslivet för New Creation Christian Community (NCCC). Idag finns över 40 kommuniteter med över 400 medlemmar.
NCCC är en av de största kristna kommuniteterna i Europa och tilldrar sig många besökare från andra länder. Jesus Army har växt och samlar ungefär 3500 troende. Genom det internationella nätverket Multiply samverkar Jesus Army med kyrkor över hela världen, framför allt Afrika.